# Paix de Passau
 (avril 2020).
Si vous disposez d'ouvrages ou d'articles de référence ou si vous connaissez des sites web de qualité traitant du thème abordé ici, merci de compléter l'article en donnant les références utiles à sa vérifiabilité et en les liant à la section « Notes et références ».
La paix de Passau est un traité signé par l'empereur Charles Quint le 2 août 1552, après une courte guerre contre les princes luthériens de la ligue de Smalkalde, garantissant la liberté de culte aux protestants.

## Contexte
Martin Luther est excommunié le 3 janvier 1521 puis mis au ban de l'Empire le 25 mai 1521, mais protégé par l'électeur de Saxe. Plusieurs princes convertis forment la ligue de Smalkalde en 1531.
Le concile de Trente est convoqué en 1542, et débute en 1545. La première guerre de Smalkalde (1546-1547) voit la victoire de Charles Quint à Muehlberg, le 24 avril 1547. L'Intérim d'Augsbourg est signé le 15 mai 1548, mais ce texte ne satisfait personne.

## Prélude
En 1550, le pape Jules III est prié par l'empereur Charles Quint de rouvrir les sessions du concile de Trente, interrompu par la mort de Paul III en 1549 : du 1er janvier 1551 au 28 avril 1552 ont donc lieu les sessions 9 à 16.
Le 15 janvier 1552, les princes allemands de la ligue de Smalkalde, avec à leur tête l'électeur Maurice de Saxe, s'allient avec le roi de France Henri II par le traité de Chambord ; en échange de l'aide française, les signataires acceptent l'annexion par la France des Trois-Évêchés (Metz, Toul, Verdun). 

## La deuxième guerre de Smalkalde et le traité de Passau
À la demande de l'empereur, cette délégation de protestants[pas clair] est invitée à prendre part au concile. 
Mais au lieu de discuter, Maurice de Saxe attaque les armées de l'empereur (deuxième guerre de Smalkalde) qui manque d’être capturé à Innsbruck et est obligé de se replier à Villach. Son frère Ferdinand entame alors des négociations avec les rebelles.
Charles Quint accepte finalement de signer le 2 août 1552 la paix de Passau, traité par lequel il permet aux protestants de pratiquer leur religion. 

## Suites
Malgré cela, les troubles durent jusqu'à la mort de Maurice de Saxe en 1553.
Un peu plus tard, le 3 octobre 1555, est signée la paix d'Augsbourg qui reconnaît le protestantisme dans l'Empire selon la règle cujus regio, ejus religio (la religion du prince est la religion du pays).